# Hospital de Tavera
El Hospital de Tavera, también conocido como Hospital de San Juan Bautista, Hospital de afuera o simplemente como Hospital Tavera, es un importante edificio de estilo renacentista que se encuentra en la ciudad española de Toledo. Fue construido entre 1541 y 1603 por orden del cardenal Tavera. Este hospital está dedicado a San Juan Bautista y también sirvió como panteón para su mecenas, el cardenal Tavera. Inicialmente empezó a construirse bajo la supervisión de Alonso de Covarrubias, siendo sucedido por otros arquitectos y terminando la obra Bartolomé Bustamante. 
La lejanía con el casco viejo de la ciudad hizo que se le apodara «el hospital de afuera», puesto que dentro de las murallas ya existía el Hospital de Santa Cruz.
Actualmente el edificio sigue siendo propiedad de la casa de Medinaceli y en su interior se encuentra el Museo Fundación Lerma, que alberga parte de las colecciones artísticas de dicho linaje, así como el Archivo Histórico de la Nobleza.

## El edificio
El conjunto está compuesto por dos patios columnados, una iglesia (donde se encuentra la cripta de la Casa ducal de Medinaceli) y el palacio-museo, que incluye parte del antiguo hospital. 
El aspecto del edificio es el de un palacio florentino renacentista, exceptuando la portada, que se construyó en el siglo XVIII, entre los años 1760 y 1762. Es un edificio regular con fachada almohadillada a la italiana, con ventanas equidistantes y rectangulares en el piso bajo y semicirculares en el superior, siendo a la inversa las de los extremos. El conjunto está unido por dos patios gemelos columnados de dos alturas, separados y unidos a la vez por una doble arcada que los atraviesa hacia la iglesia.
La portada de la iglesia es de mármol genovés. El interior presenta una sola nave y el crucero cubierto por cúpula con linterna, sobre pechinas y tambor, como la basílica del Monasterio de El Escorial. Debajo de ella se encuentra el sepulcro del Cardenal Tavera, obra realizada en mármol blanco por Alonso Berruguete y acompañada por otras esculturas fúnebres. El retablo de la iglesia fue proyectado por El Greco y llevado a cabo por su hijo Jorge Manuel. La orfebrería del sagrario es obra de Julio Pascual.

## El museo

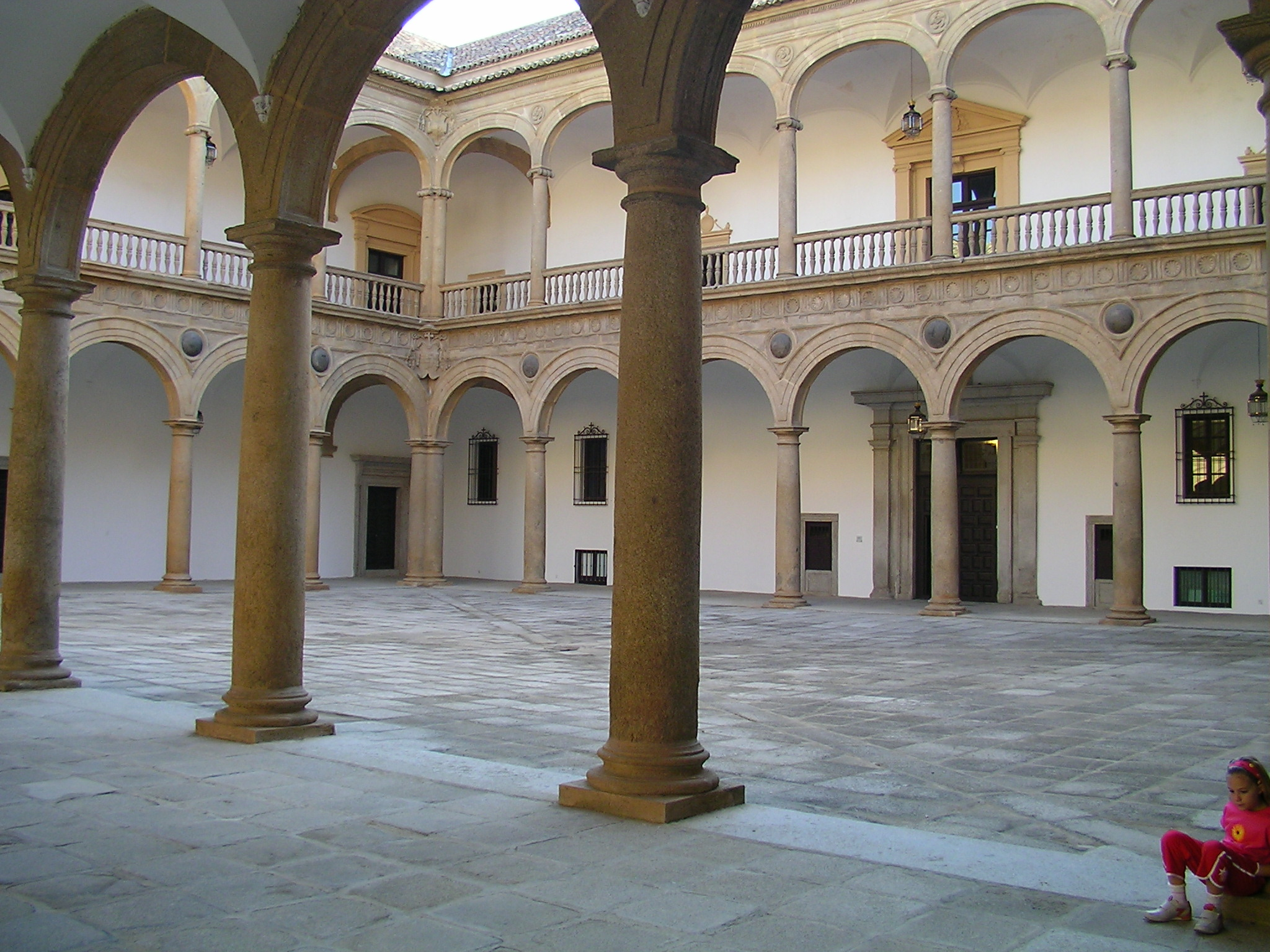
Arcada del patio interior del Hospital de Tavera.

En el museo existe un gran archivo de documentos y se conservan numerosas obras artísticas de gran valor: cuadros de El Greco (entre ellos, el famoso Retrato del cardenal Tavera), Ribera, Tintoretto, Luca Giordano, Tiziano, Snyders y Jacopo Bassano, entre otros. Sobresalen uno de los pocos retratos pintados por Zurbarán y una copia de Carlos V a caballo en Mühlberg, de Tiziano (Museo del Prado), pintada por Sánchez Coello . Igualmente excepcional es la escultura del Cristo Resucitado, del Greco. Además, aloja en sus dependencias el edificio de la antigua farmacia del hospital.

## Otras instituciones que alberga el edificio
El edificio del Hospital Tavera alberga también el Archivo Histórico de la Nobleza, centro dependiente del Ministerio de Cultura y Deporte (Gobierno de España). En 1988 el Estado firmó un convenio con la Casa Ducal de Medinaceli, propietaria del edificio, por la que se cedía una parte del mismo para albergar la Sección Nobleza del Archivo Histórico Nacional, que comenzó a funcionar en 1993 en sus nuevas dependencias, mediante el traslado de diversos fondos nobiliarios que se custodiaban en el Archivo Histórico Nacional. Desde 2017, este centro recibe el nombre de Archivo Histórico de la Nobleza. Alberga 270 archivos nobiliarios, cuya consulta es libre y gratuita, de lunes a jueves de 8:30 a 18:00 y los viernes de 8:30 a 14:30. También puede visitarse sus exposiciones.
El colegio: En 1887 llegaron al hospital las Hijas de la Caridad para hacerse cargo del cuidado de los enfermos, la asistencia a la sacristía de la iglesia de San Juan Bautista y la enseñanza de los niños pobres. Así nacieron las escuelas de San Juan Bautista, institución docente que sigue existiendo en el mismo edificio donde se fundó, en el siglo XIX, adaptada a la vigente Ley de Educación.

## Otra institución que albergó el edificio
No es del todo cierto que las Escuelas de San Juan Bautista de las Hijas de la Caridad fueran un colegio para pobres, al menos desde 1944. El verdadero Colegio para pobres fue el Albergue Escolar-Profesional “José Antonio-Cardenal Tavera”, que existió en ese edificio del Hospital de Tavera desde 1948 hasta 1975. Y ese Colegio, como Albergue Escolar-Profesional “José Antonio”, ya existía desde 1944 a 1948 en el edificio del Convento de Santa Isabel. La escritura de arrendamiento del edificio, firmada el 14 de enero de 1946, de la que se puede aportar una copia, otorgaba la mitad oriental del edificio a la Obra de Auxilio Social para que pusiera en marcha el mencionado Albergue, y la mitad occidental a la Duquesa de Lerma, donde se ubicaba el Museo de Tavera y el Colegio de San Juan Bautista de las Hijas de la Caridad que existe desde 1887. El precio del arrendamiento fue de doce mil pesetas al año y la duración del contrato fue de 30 años.
Tras 2 años de obras de acondicionamiento, llevadas a cabo por el Coronel Arquitecto del Ejército Legarde, se inauguró (y comenzó a funcionar) el Albergue en 1948. Por él pasaron más de 2.500 niñas y niños de Toledo, hijos de familias con escasos recursos económicos, a los que se proporcionó alimentación, vestido y la mejor educación (además de la enseñanza regular, se les enseñaba a tocar música de cuerda, a cantar, a representar teatro, a practicar diversos deportes y juegos pre-deportivos, a confeccionar murales, a realizar trabajos manuales, etc.) de todos los colegios de parvulitos y enseñanza primaria de Toledo y puede que de España. Además, se les financiaron los estudios de grado medio a las mujeres y se les buscaron talleres donde ingresar de aprendices a los hombres. Fruto de todo eso fue un número considerable de enfermeras, maestras, administrativas, etc., entre las mujeres, y otro número considerable de estupendos profesionales mecánicos, carpinteros, damasquinadores, maestros espaderos, encuadernadores, etc., entre los hombres. Muchos talleres y empresas actuales de Toledo son el resultado de todas esas ayudas que se les proporcionaron a esos niños.
Esto sí que es el verdadero TOLEDO OLVIDADO, y es difícil averiguar el por qué está olvidado.
Para demostrar lo anterior, además del contrato de arrendamiento del edificio del Hospital de Tavera, se pueden aportar numerosas fotografías de las actividades realizadas por esos alumnos en ese Albergue.

## Escenario de cine
El Hospital de Tavera ha sido empleado como lugar de rodaje de películas, desde Viridiana (1961) y Tristana (1970), de Luis Buñuel, hasta La conjura de El Escorial (2008), pasando por la superproducción Los tres mosqueteros (1973), de Richard Lester. También se rodaron varias escenas de series de TVE, como Fortunata y Jacinta, rodada en 1980 y basada en la novela homónima de Benito Pérez Galdós, Águila Roja o Carlos, Rey Emperador.